# Peania-Kandza
Peania-Kandza (gr: Παιανία-Κάντζα) – stacja metra ateńskiego na linii 3 (niebieskiej). Została otwarta 30 lipca 2004. Stacja znajduje się na terenie gminy Peania. Początkowo została otwarta jako stacja kolei podmiejskiej Proastiakos na trasie Lotnisko – Kiato, a kursy metra rozpoczęły się we wrześniu 2006. Położona jest między jezdniami Atiki Odos, autostrady stanowiącej obwodnicę Aten.